# Lijst van burgemeesters van Vijfheerenlanden
Dit is een lijst van burgemeesters van de Nederlandse gemeente Vijfheerenlanden in de provincie Utrecht. De gemeente Vijfheerenlanden is opgericht op 1 januari 2019 als samenvoeging van de voormalige gemeenten Leerdam, Vianen en Zederik. Leerdam en Zederik lagen tot dan toe in de provincie Zuid-Holland.
| Ambtsperiode | Naam burgemeester          | Partij of stroming | Bijzonderheden |
| ------------ | -------------------------- | ------------------ | -------------- |
| 2019         | J.P.J. (Jan Pieter) Lokker | CDA                | waarnemend     |
| 2019 - heden | S. (Sjors) Fröhlich        | partijloos         | [ 1 ]          |